# Mount Patrick
Mount Patrick är ett berg i Antarktis. Det ligger i Östantarktis. Nya Zeeland gör anspråk på området. Toppen på Mount Patrick är 2 316 meter över havet. Patrick ingår i Commonwealth Range.
Terrängen runt Mount Patrick är varierad. Trakten är obefolkad. Det finns inga samhällen i närheten.